# Brodawkonos mały
Brodawkonos mały, brodawkonos Hardwickiego (Rhinopoma hardwickii) – gatunek małego, drapieżnego nietoperza z rodziny brodawkonosów (Rhinopomatidae). Cechą typową dla przedstawicieli tej rodziny są długie ogony, u brodawkonosa małego jest on dłuższy od przedramienia. Zamieszkuje tereny Azji, głównie Indii i pobliskich krajów. Zasiedla tereny półpustynne, oazy i wadi. Aktywne są po zachodzie słońca, za dnia odpoczywając zwykle w dużych koloniach zarówno w schronieniach naturalnych (jaskiniach i niszach), jak i antroopogenicznych (opuszczonych budowlach). Zimę spędzają w głębszych schronieniach, przynajmniej część populacji też wówczas migruje. IUCN uznaje brodawkonosa małego za gatunek najmniejszej troski (LC).

## Taksonomia
Gatunek po raz pierwszy zgodnie z zasadami nazewnictwa binominalnego opisał angielski zoolog John Edward Gray w 1831 roku jako Rhinopoma hardwickii. Holotyp pochodził z Bengalu w Indiach. Do gatunku tego wcześniej wliczano inne mniejsze nietoperze z rodzaju brodawkonos (Rhinopoma), stąd wcześniej przypisywano mu bardzo duży zasięg, a sam gatunek grupował dużo podgatunków. Do niego wliczano m.in.: R. muscatellum, R. macinnesi i R. cystops. Po późniejszej rewizji taksonomicznej i wyodrębnieniu R. muscatellum, R. macinnesi oraz populacji afrykańskich, arabskich i lewantyńskich zdefiniowanych jako R. cystops, R. hardwickii został ograniczony do formy tradycyjnie uważanej za podgatunek nominatywny, zasiedlający tereny od południowo-wschodniego Iraku po Indie. Ponadto taksonomia wewnątrz samego R. hardwickii nadal jest niepewna, ponieważ analizy molekularne oparte ma danych genetycznych wykazały głębokie rozbieżności w cytochromie b (wielkości 4,6%) u populacji irańskich i indyjskich (próbkę z Indii pobrano u pojedynczego osobnika odłowionego w Radżastanie), co sugeruje, że forma z zachodniej części zasięgu może być odrębnym podgatunkiem. Oddzielnego statusu podgatunkowego można się również spodziewać dla populacji z południowej części Indii, jako że tamtejsza populacja oddzielona jest od innych populacji indyjskich znaczną luką w rozmieszczeniu geograficznym oraz znacznie różni się trybem życia. Wcześniej pojawiły się doniesienia o występowaniu tego taksonu w Bangladeszu, ale obecnie uważane są za wątpliwe z powodu braku najnowszych danych; takie same wątpliwości dotyczą występowania w Mjanmie, ponieważ informacje te oparte są na bardzo starych wzmiankach, w których nie podano dokładnych miejsc rozmieszczenia opisywanych form. Pojedynczy historyczny zapis z Tajlandii został w toku późniejszych badań przypisany do R. microphyllum. Historyczne okazy muzealne z Archipelagu Sundajskiego zostały opisane jako podgatunek Rhinopoma hardwickei sondaicum, jednak brak jakichkolwiek najnowszych zapisów potwierdzających fakt występowania ich w tym rejonie. Populacje w zachodniej części zasięgu zoogeograficznego mogą reprezentować nienazwany podgatunek. Obecnie u brodawkonosa małego nie wyróżnia się podgatunków, czyli jest to gatunek monotypowy, jednak zachodzi potrzeba ponownej oceny taksonomicznej.
Nazwa naukowa pochodzi od greckich słów ῥις rhis, ῥινος rhinos „nos” i πωμα pōma, πωματος pōmatos „pokrywa” oraz epitetu gatunkowego hardwickii – od Thomasa Hardwicke’a, podróżnika i żołnierza, który przebywał w Indiach oraz odłowił holotyp tego gatunku. Czasami, w niektórych źródłach epitet gatunkowy brodawkonosa małego zapisuje się (obecnie błędnie) jako hardwickei. W wydanej w 2015 roku przez Muzeum i Instytut Zoologii Polskiej Akademii Nauk publikacji „Polskie nazewnictwo ssaków świata” gatunkowi nadano nazwę „brodawkonos mały”, ale wcześniej nazywano go także „brodawkonosem Hardwickiego”.

## Występowanie i środowisko

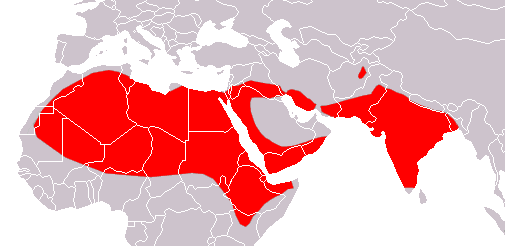
Mapa występowania (na podstawie danych IUCN)

Autorzy Handbook of the Mammals of the World zasięg występowania brodawkonosa małego ograniczają do wyłącznie terenów Iranu, Iraku, Ormuzu, Afganistanu, Pakistanu i Indii. Inaczej twierdzi Międzynarodowa Unia Ochrony Przyrody, która choć uznaje niedawno wyodrębnione gatunki, to podaje zasięg występowania tego brodawkonosa w starszym ujęciu systematycznym obejmującym również populacje zamieszkujące: Algierię, Bangladesz, Burkinę Faso, Kamerun, Czad, Dżibuti, Egipt, Erytreę, Etiopię, Izrael, Jordanię, Kenię, Kuwejt, Libię, Mali, Mauretanię, Maroko, Nepal, Niger, Nigerię, Oman, Arabię Saudyjską, Somalię, Sudan, Syrię, Tajlandię, Tunezję, Saharę Zachodnią i wyspę Sokotra należącą do Jemenu.
Chociaż w niektórych źródłach podaje się, że gatunek ten żyje w Tajlandii, to jednak artykuł z 1986 roku z czasopisma „Mammalian Species” tłumaczy ten pojaw jako nienaturalny i opisywany takson nie żyje tam.
Ten mały drapieżnik zamieszkuje tereny półpustynne, oazy, formacje typu wadi, gdzie występują tamaryszki (Tamarix) i oleandry pospolite (Nerium oleander). Brodawkonosy małe zwykle odpoczywają w płytkich jaskiniach, skalistych niszach, wysuszonych studniach, a nawet katakumbach i opuszczonych domach ludzkich w dużych koloniach, często w towarzystwie brodawkonosa dużego (R. microphyllum). W Pakistanie znaleziono 76 osobników w wiecznie zielonym lesie subtropikalnym.
Swe legowiska brodawkonosy te opuszczają 10–15 minut po zachodzie słońca.

## Morfologia

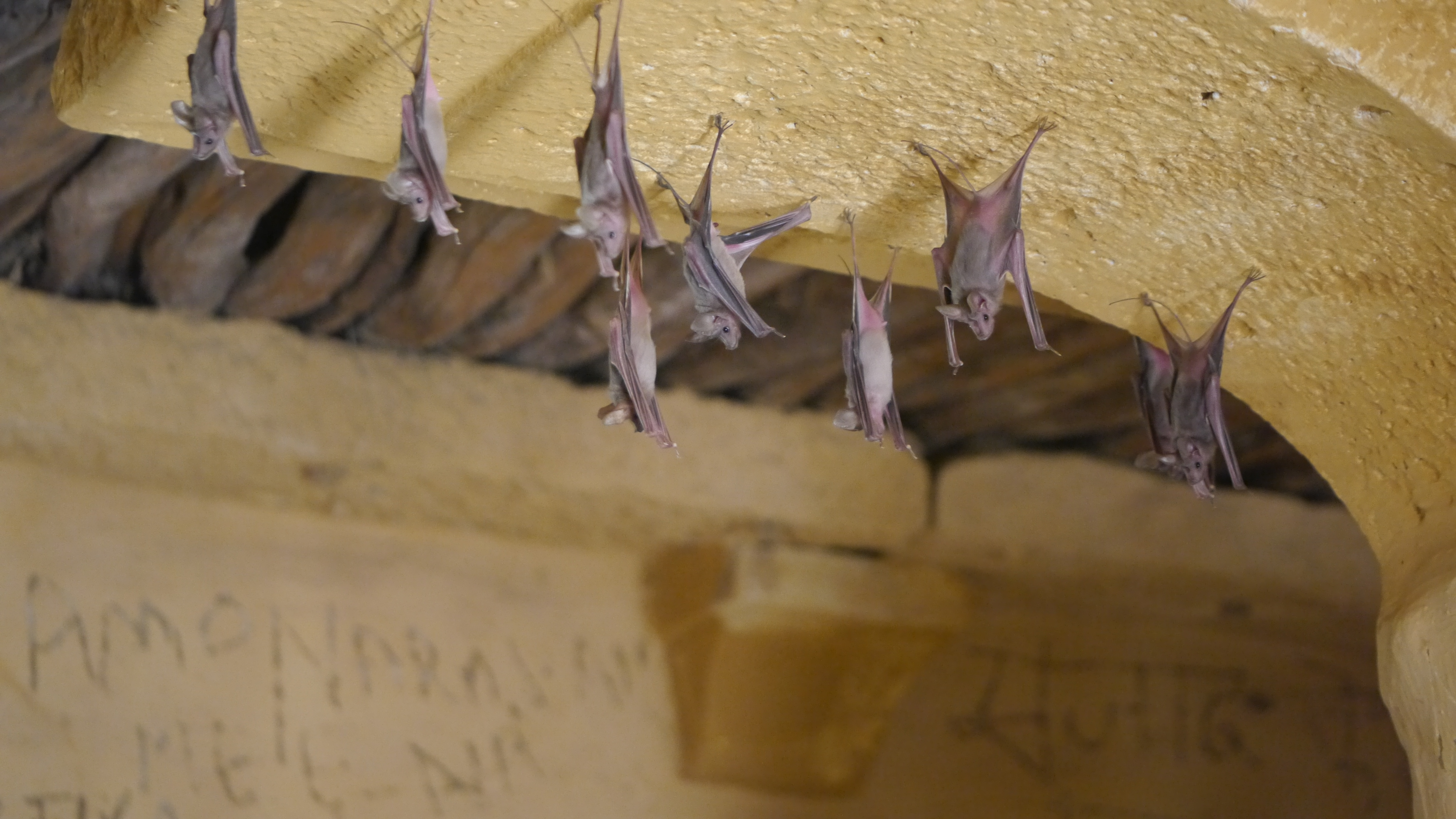
Mała grupa brodawkonosów małych

Długość ciała od 53 do 65 mm; ogon od 54 do 78 mm; ucho długości 16–20 mm; przedramię 46–65 mm, masa ciała waha się w granicach 6,5–12 g. Jest o wiele mniejszy od swego krewnego brodawkonosa dużego, ale ma od niego większy ogon, czasami znacznie dłuższy od swego przedramienia. Jego ubarwienie jest różne, często w tonacji jasnego szarobrązowego koloru, czasem z jasnymi częściami sierści na klatce piersiowej i brzuchu. Jesienią, gdy ssaki te gromadzą duże ilości tłuszczu, ich uropatagium i części brzuszne stają się jaśniejsze (za sprawą białego koloru tłuszczów). Narośl na nosie (ang. nose-leaf) zadarta do góry, z wyraźnym poprzecznym wybrzuszeniem. Czaszka smukła, żuchwa długości 18–21 mm. Język osiąga do 13,4 mm i może ważyć do 1,2 g. Obserwacja histologiczna wykazała zrogowaciały nabłonek wielowarstwowy płaskonabłonkowy i rogowacenie w różnym stopniu na obu powierzchniach języka. Na powierzchni grzbietowej zaobserwowano trzy typy brodawek (nitkowate, w kształcie grzybków i okrągłe) o różnym rozmieszczeniu, zaś na całym wierzchniej stronie języka występowały dwa rodzaje brodawek nitkowatych o różnej wielkości i kształcie. Pomagają one w łapaniu ofiar. Oczy jak na owadożernego nietoperza są dość duże, a to za sprawą słabego zmysłu echolokacji.
Poniżej zaprezentowany jest wzór zębowy:
| Wzór zębowy | Wzór zębowy | I | C | P | M |
| ----------- | ----------- | - | - | - | - |
| 28          | =           | 1 | 1 | 1 | 3 |
| 28          | =           | 2 | 1 | 2 | 3 |

Wzór kariotypu: 2n = 36 i FN = 68.

## Ekologia

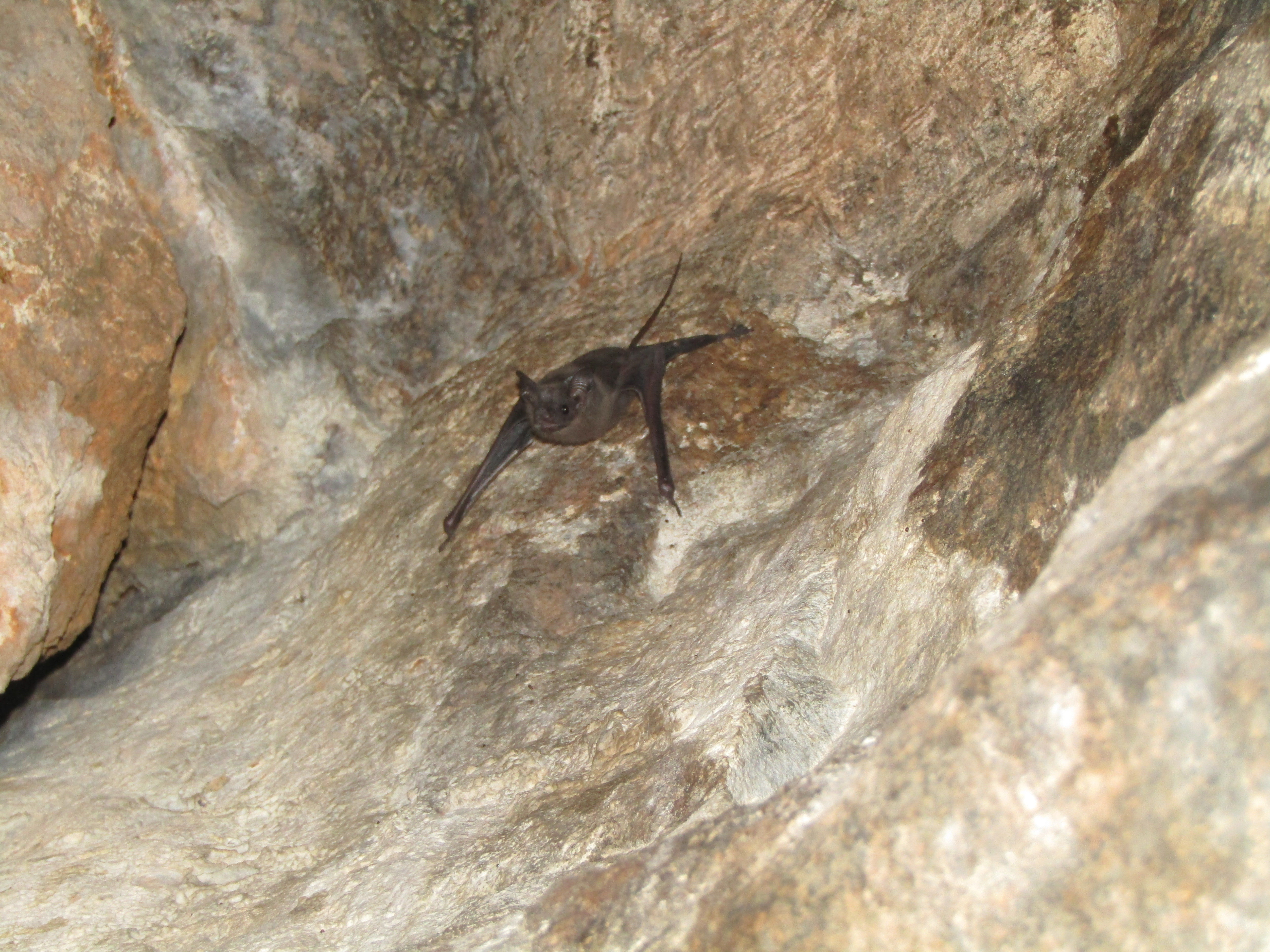
Brodawkonos mały w jaskini

### Zimowanie, migracje i interakcje gatunkowe
Przed zimą gatunek ten opuszcza swe letnie schronienia i szuka innych na zimę. Irańskie, afgańskie, pakistańskie i północnoindyjskie osobniki sezonowo migrują. Eksperymenty na 25 nietoperzach z Radżastanu wykazały, że 50% powróciło z 12 km, ale tylko 13% z 20 km, więc nie wykazują tak wielkiej filopatrii jak R. microphyllum. Wyłącznie populacje zachodnie zapadają w torpor; populacje z tropikalnej części Indii nie zapadają w sen zimowy. Kolonie liczą zwykle od 10 do 1000 osobników, najczęściej od 20 do 100 (Radżastan) albo podczas lata od 50 do 500 (Bihar). W Radżastanie podczas surowej zimy ssaki te łączą się w wielkie kolonie, liczące nawet 7500 osobników, i spędzają czas głęboko pod ziemią.

### Echolokacja
Echolokacja jest słabo wykształcona i określana jako prymitywna, bo te rudawkokształtne używają sygnałów o czterech lub więcej harmonicznych i niewielkich wahaniach częstotliwości. Zarejestrowane ultradźwięki o największej energii liczą 30–40 kHz. Podczas patrolowania terenu brodawkonos mały emituje dźwięki o częstotliwości 10 kHz, często pojedyncze kliknięcia powtarzają się, w czasie 20–40 milisekund. Kiedy ląduje, dźwięki dochodzą do 40 kHz, a następnie szybko opadają do 5–10 kHz. Odgłosy, jakie wydają samotne, pojedynczo latające osobniki, znacznie różnią się od tych wydawanych przez lecącą kolonię.

### Pożywienie
Nietoperz ten szuka zdobyczy średniej wielkości (w stosunku do swego rozmiaru ciała) tj. głównie owadów, na wysokości ok. 10 m, nad roślinnością. Skład diety zależy od sezonowości występowania danego źródła pokarmu (obserwacje z Radżastanu). Podczas zimy, gdy brodawkonosy są mniej aktywne, odżywiają się świerszczowatymi (Gryllidae), poświętnikowatymi (Scarabaeidae) oraz Dictyoptera (nadrząd obejmujący karaczany, modliszki i termity). Latem dieta obejmuje także motyle (Lepidoptera), głównie sówkowate (Noctuidae) i niedźwiedziówkowate (Arctinae), uskrzydlone termity, a nawet pływakowate (Dytiscidae), które są łapane poza wodą. W okresie pory deszczowej, kiedy pojawy owadów są obfite, opisywany nietoperz preferuje uskrzydlone termity o miękkim ciele. Poza tym okresem nietoperze te nierzadko jedzą chrząszcze (Coleoptera), w szczególności poświętnikowate, biegaczowate (Carabidae) i ryjkowcowate (Curculionidae) oraz mrówkowate (Formicidae). W Iranie w październiku brodawkonosy małe konsumowały chrząszcze, długorogie (Nematocera), również piewiki (Auchenorrhyncha) i pająki (Araneae). Autorzy serwisu internetowego ADW wymieniają także jako składnik diety sieciarki (Neuroptera).

### Rozmnażanie
Samice brodawkonosa małego rodzą każdego roku 1 młode. W Uttar Pradesh samice z przyjętymi plemnikami występowały na przełomie późnego lutego i środka kwietnia, chociaż owulacja u większości badanych samic postępowała 11 marca. Zwykle jednak większość samic przechodzi okres menstruacyjny i wydają na świat młode w kolejnych tygodniach do końca kwietnia. Jedna komórka jajowa z obu jajników była uwalniana z prawie taką samą częstotliwością. Jeden noworodek był przechowywany w rogu macicy po tej samej stronie podczas każdego cyklu. Ciąża trwa 95–100 dni i poród przypada na drugi tydzień czerwca do końca lipca. Matki opuszczają swe młode, gdy te ukończą 5–6 tygodni. Samice osiągają dojrzałość płciową w wieku 9 miesięcy, a samce zaczynają produkować plemniki w wieku ok. 16–17 miesięcy. Podczas laktacji samice mają w zwyczaju unikać samców, choć poza okresem lęgowym kolonia składa się zarówno z samców i samic. Nieliczne dane z Iranu i Afganistanu sugerują ten sam schemat, z próbkami z kolonii wiosennych i jesiennych zawierających samce i samice. W tropikalnych warunkach południowych Indii, gdzie sezonowość jest mniej wyraźna, porody występują od maja do końca września, a szczyt przypada na maj–lipiec; odsadzanie trwa do listopada.

## Zagrożenia i ochrona
W Czerwonej księdze gatunków zagrożonych Międzynarodowej Unii Ochrony Przyrody (IUCN) został zaliczony do kategorii najmniejszej troski (LC, least concern); jak wyżej wspomniano, IUCN stosuje jednak starsze, szersze ujęcie systematyczne. Liczebność populacji nie jest znana, a trend określany jest jako stabilny.
Głównym zagrożeniem są ludzie, którzy płoszą te brodawkonosy. Stosowanie pestycydów przeciwko szarańczy też zagraża zdrowiu tych nietoperzy. Na suchych obszarach Iranu, które nie mogą utrzymać dużej liczby kolonii, gromadzą się w kilka dużych grup, co zwiększa ich podatność na ataki. Wykazano również ataki ze strony płomykówki (Tyto alba). Obecnie nie uważa się ich za główne zagrożenie dla gatunku jako całości.